# Методе социјалног рада
Методе социјалног рада су специфична врста интервенција и других активности које користе социјални радници у професионалној пракси. Активности које су идентификоване као методе и методски комплекси у социјалном раду укључују рад с појединцем, социјални групни рад, рад у заједници, истраживање, осмишљавање стратегија, планирање и директну клиничку праксу.